# Стадион Поситос
Стадион Поситос (шп. Estadio Pocitos) је био стадион у Монтевидеу, главном граду Уругваја. Био је у власништву ФК Пењарол, који га је користио од 1921. до 1933. године.
Био је један од три стадиона домаћина на Светском првенству у фудбалу 1930., а овде је одиграна једна од две утакмице које су отвориле Светско првенство, друга је играна у исто време на стадиону Гран Парк Сентрал. То је била утакмица одиграна 13. јула између Француске и Мексика и на тој утакмици је Француз Лисјен Лоран у 19-ом минуту постигао први гол у историји светских првенстава.

## Историја
Стадион Поситос је отворен 6. новембра 1921. утакмицом Пењарола и аргентинског Ривер Плејта (1:1). До 1933. га је користио Пењарол, који је тада прешао на стадион Сентенарио, који је изграђен за потребе Светског првенства 1930.
Иако је било планирано да на Сентенарију буду одигране све утакмице Светског првенства, обилне кише у Монтевидеу су спречиле завршетак изградње стадиона, па је неколико утакмица одиграно и на Поситосу и Гран Парк Сентралу. На стадиону Поситос су одигране две утакмице на Светском првенству, Француска-Мексико (4:1) и Румунија-Перу (3:1).
Стадион је временом са урбанизацијом и ширењем Монтевидеа постао део насеља, 1937. су преко старог терена изграђене улице и до 40-их година 20. века стадион је потпуно нестао. Тек између 2002. и 2006. уругвајски архитекта Хектор Енрике Бенех спровео је истрагу да одреди тачну локацију стадиона Поситос, нису помогли ни документи у архиви општине Монтевидео и тек је једна фотографија из ваздуха из 1926. омогућила да се одреди тачна локација. Године 2006. је организован конкурс у организацији Музеја фудбала, општине Монтевидео и Монтевидео Рефрескоса (локалне пунионице Кока-коле) за два обележја, један који ће бити постављен на центру некадашњег терена и један на месту где је постигнут први гол у историји светских првенстава. На конкурсу су победили радови архитекте Едуарда Ди Маура.

## Утакмице Светског првенства 1930.
На Светском првенству у фудбалу 1930. стадион је био домаћин две утакмице у такмичењу по групама.
| Датум         | Време | 1. Тим    | Рез.  | 2. Тим  | Коло    | Гледалаца |
| ------------- | ----- | --------- | ----- | ------- | ------- | --------- |
| 13. јул 1930. | 15:00 | Француска | 4 – 1 | Мексико | Група 1 | 1.000     |
| 14. јул 1930. | 14:50 | Румунија  | 3 – 1 | Перу    | Група 3 | 300       |